# ベンジャミン・クラヴァット
ベンジャミン・フランクリン・クラヴァット（Benjamin Franklin Cravatt、1970年4月13日 - ）はアメリカ合衆国の生化学者。スクリプス研究所所属。専門はプロテオーム解析（特にケモプロテオミクス）の研究。

## 来歴
テキサス州ヒューストン出身。1992年にスタンフォード大学を卒業し、1996年にスクリプス研究所のリチャード・ラーナー（Richard Lerner）の指導の下、化学のPh.D.を取得した。

## 主な受賞歴
- 2004年 - イーライリリー生物化学賞
- 2021年 - 化学パイオニア賞
- 2022年 - ウルフ賞化学部門
- 2024年 - ハインリッヒ・ヴィーラント賞
- 2025年 - ウィリアム・H・ニコルズ賞、テトラヘドロン賞

## 参照
- “Benjamin Cravatt, PhD” (英語). Scripps Research.  スクリプス研究所. 2024年10月25日閲覧。
- “Benjamin Franklin Cravatt III” (英語). KU School of Pharmacy Medicinal Chemistry.  カンザス大学. 2024年10月25日閲覧。